# Борисов, Александр Анатольевич
Александр Анатольевич Борисов (род. 4 апреля 1958, Москва) — специалист в области развития и применения электронной компонентной базы для радиоэлектронных средств. Начальник 22-го ЦНИИИ МО, генеральный директор ФГУП НПП «Исток», генеральный директор АО «Росэлектроника».

## Биография
Родился в Москве 4 апреля 1958 года в семье военнослужащего.
После окончания Даугавпилского высшего военного авиационного инженерного училища ПВО им. Я. Фабрициуса (1980) направлен в 22 Центральный научно-исследовательский испытательный институт Министерства обороны (г. Мытищи), где проходил службу в должностях от младшего научного сотрудника до начальника института.
В 2009 году отправлен в запас по возрасту и был избран сначала врио, а затем генеральным директором ФГУП "НПП «Исток» (ныне АО «НПП „Исток“ им. Шокина»).
С марта 2018 года исполняющий обязанности временного генерального директора АО «Росэлектроника». Решением совета директоров от 23 апреля 2018 года назначен генеральным директором АО «Росэлектроника».
Заведующий кафедрой филиала МИРЭА в г. Фрязино, читал курсы «Основы надежности электронных средств» и «Технологии электронной компонентной базы».
Специалист в области развития и применения электронной компонентной базы для радиоэлектронных средств, обеспечения ее качества, надежности и стойкости к внешним воздействующим факторам.
Руководил разработкой методологических основ создания современной системы управления изделий электроники и электротехники, а также математических моделей функционирования СВЧ генераторов М- и О-типов, и методов проведения физико-технического анализа причин их отказов.
Доктор технических наук (2010), старший научный сотрудник (1971), доцент.
Председатель диссертационного совета № Д 409.001.01 при АО «НПП „Исток“ им. Шокина».
Автор более 120 научных трудов. 
27 августа 2020 года задержан по подозрению в мошенничестве при поставках электронно-компонентной базы для Научно-энергетического модуля МКС.

## Сочинения
- Надежность ЭРИ: Справочник // С. Ф. Прытков, В. М. Горбачева, А. А. Борисов и др. / Науч. рук. С. Ф. Прытков. — М.: 22 ЦНИИИ МО РФ, 2000. — 508 с.
- Надежность ЭРИ: Справочник // С. Ф. Прытков, В. М. Горбачева, А. А. Борисов и др. / Науч. рук. С. Ф. Прытков. — М.: 22 ЦНИИИ МО РФ, 2002. — 574 с.
- Надежность ЭРИ: справочник / С. Ф. Прытков, В. М. Горбачева, A. A. Борисов и др. М.: 22 ЦНИИИ МО РФ, 2006. 674 с.

## Награды
Дважды лауреат премии Правительства Российской Федерации (2000 — за разработку научных основ, создание и внедрение автоматизированных систем комплексного математического моделирования физических процессов в радиоэлектронных средствах, 2009 — за разработку базовой технологии прогнозирования, оценки и контроля радиационной стойкости изделий микроэлектроники). Награждён орденами и медалями.